# 喬格湖
61°41′45″N 33°31′44″E / 61.69583°N 33.52889°E
喬格湖（俄语：Чогозеро），是俄羅斯的湖泊，位於該國西北部，由卡累利阿共和國負責管轄，長3.1公里、寬0.9公里，面積1.4平方公里，海拔高度85米，平均水深4.1米，最大水深10.5米。